# Синдром Ашера
Синдром Ашера (англ. Ascher's syndrome; синоніми — синдром Лаффер-Ашера англ. Ascher's syndrome, 3-й синдром Фокса англ. Fuchs’ syndrome III) — клінічний синдром, який полягає у поєднанні у пацієнта блефарохалазіону, подвійної верхньої губи та нетоксичного зоба (тобто без тиреотоксикозу). Станом на 1998 рік було описано близько 100 випадків синдрому.

## Етимологія
Названий на честь німецького офтальмолога Карла Вольфганга Ашера (нім. Karl Wolfgang Ascher; роки життя 1887—1971, емігрував до США), який описав його 1920 року. Синдром раніше не повністю був описаний австрійським офтальмологом Ернстом Фоксом і американським офтальмологом Вейном Лаффером 1909 року

## Етіологія
Невияснена, підозрюються генетичні зрушення.

## Клінічні прояви
Початок у молодому віці з тимчасовими, рецидивуючими набряками ангіоневротичного типу в обох повіках (як правило, лише верхніх, іноді також в нижніх). Потім іде прогресування синдрому з пролапсом жирової тканини орбіти і слізних залоз, появою блефарохалазіону. Відбувається набряк верхньої губи, рідше й нижньої. У результаті набряку відбувається характерне роздвоювання між внутрішньою та зовнішньою частинами верхньої губи. Через декілька років від цього у 10% хворих розвивається еутиреоїдний зоб. 

## Діагностика
При поєднанні характерних проявів не є складною. На початку є складною, коли виразність симптомів не є виразною, частими є помилкові судження про наявність у хворого набряку Квінке, для якого нехарактерно тривалість ураження.

## Лікування
Лікування включає на сьогодні тільки косметичне оперативне втручання.